# Ezosciadium
Ezosciadium, monotipski biljni rod iz porodice štitarki smješten u tribus Annesorhizeae. Jedina je vrsta E. capense, endem iz Južnoafričke Republike (na jugu provincija Eastern Cape i Western Cape).
Rasprostranjena, ali slabo poznata vrsta. Ne sumnja se da je u opasnosti od izumiranja. Dvije subpopulacije poznate iz povijesnih zapisa oko Port Elizabetha ugrožene su urbanom i industrijskom ekspanzijom, a vjerojatno su i izumrle. Potrebna su istraživanja kako bi se utvrdilo opstaje li ova vrsta na ovom području. Dvije druge zbirke su iz planinskih područja zapadnije, gdje je malo vjerojatno da će biti ugrožena.
Rod je opisan u Edinburgh Journal of Botany 48(2): 207. 1991.

## Sionimi
- Helosciadium capense (Eckl. & Zeyh.) Walp.
- Trachysciadium capense Eckl. & Zeyh.
- Trachyspermum capense (Eckl. & Zeyh.) Drude